# Valgorge
Valgorge ist eine französische Gemeinde mit 415 Einwohnern (Stand 1. Januar 2022) im Département Ardèche in der Region Auvergne-Rhône-Alpes.
Im hiesigen Schloss wurde der Dichter Charles Auguste de La Fare geboren.

## Geografie
Valgorge liegt in den Cevennen im Tal des Wildflusses Beaume und ist Teil des Regionalen Naturparks Monts d’Ardèche.

## Bevölkerung
| Jahr                       | 1962 | 1968 | 1975 | 1982 | 1990 | 1999 | 2006 | 2016 |
| -------------------------- | ---- | ---- | ---- | ---- | ---- | ---- | ---- | ---- |
| Einwohner                  | 320  | 338  | 353  | 330  | 430  | 450  | 321  | 444  |
| Quellen: Cassini und INSEE |      |      |      |      |      |      |      |      |